# Tetragoneura nitida
Tetragoneura nitida är en tvåvingeart som beskrevs av Adams 1903. Tetragoneura nitida ingår i släktet Tetragoneura och familjen svampmyggor.
Artens utbredningsområde är North Carolina. Inga underarter finns listade i Catalogue of Life.